# Tisanić Jarek
Tisanić Jarek is een plaats in de gemeente Zabok in de Kroatische provincie Krapina-Zagorje. De plaats telt 342 inwoners (2001).